# Nikolsk (Wologda)
Nikolsk (russisch Никольск) ist eine Kleinstadt in Nordwestrussland. Sie liegt in der Oblast Wologda und hat 8511 Einwohner (Stand 14. Oktober 2010).

## Geographie
Die Stadt liegt etwa 320 km östlich der Oblasthauptstadt Wologda am Jug, dem rechten Quellfluss der Nördlichen Dwina.
Nikolsk ist Verwaltungszentrum des gleichnamigen Rajons.

## Geschichte
Nikolsk entstand im 15. Jahrhundert als Anlegestelle Nikolski pogost (später Nikolskaja sloboda) am Fluss Jug, über welchen der Handelsweg zwischen Nördlicher Dwina sowie Wetluga und Wolga verlief. 1780 erhielt Nikolsk Stadtrecht.

### Bevölkerungsentwicklung
| Jahr | Einwohner |
| ---- | --------- |
| 1897 | 2553      |
| 1939 | 5077      |
| 1959 | 5584      |
| 1970 | 6451      |
| 1979 | 7288      |
| 1989 | 8574      |
| 2002 | 8649      |
| 2010 | 8511      |

Anmerkung: Volkszählungsdaten

## Söhne und Töchter der Stadt
- Juri Kusnezow (1903–1982), Geologe und Hochschullehrer
- Waleri Kusnezow (1906–1985), Geologe
- Albina Achatowa (* 1976), Biathletin und Olympiasiegerin
- Jelena Badanina (* 1992), Biathletin